# Лианокладион
Лианокла́дион (греч. Λειανοκλάδιον, до 1940 — Λιανοκλάδιον) — деревня в Греции. Расположена на высоте 60 м над уровнем моря, на левом берегу Сперхиоса, в 12 км к западу от города Ламия. Административно относится к общине Ламия в периферийной единице Фтиотида в периферии Центральная Греция. Площадь 12,752 км². Население 1085 человек по переписи 2011 года.
Между Лианокладионом и Ламией находится железнодорожная станция Лианокладион, конечная станция линии Лианокладион — Стилис, открытой в 1904 году.
Во время греческой революции 17 апреля 1821 года около 8000 турок прибыли в район Лианокладиона под командованием Кёсе Мехмед-паши (Köse Mehmet) и Омер-паши Вриони для битвы при Аламане.

## Население
| Год  | Население, человек |
| ---- | ------------------ |
| 1991 | 1196               |
| 2001 | 1353               |
| 2011 | ↘ 1085             |